# Руби (Аљаска)
Руби (енгл. Ruby) град је у америчкој савезној држави Аљаска.

## Демографија
По попису из 2010. године број становника је 166, што је 22 (-11,7%) становника мање него 2000. године.
| Група             | 2000.      | 2010.    |
| Белци             | 26 (13,8%) | 8 (4,8%) |
| Афроамериканци    | 0 (0,0%)   | 0 (0,0%) |
| Азијати           | 0 (0,0%)   | 1 (0,6%) |
| Хиспаноамериканци | 0 (0,0%)   | 1 (0,6%) |
| Укупно            | 188        | 166      |